# Modelo SCOT
El modelo SCOT  (por las siglas en inglés de Social Construction of Technology), también conocido como Construcción social de la tecnología, es un programa que es parte de la sociología de la tecnología, en el que el proceso de desarrollo tecnológico es descrito como un proceso de variación y selección. Es un enfoque constructivista, teórico y empírico, para estudiar la innovación, diseminación y el procesado de tecnologías en sus contextos sociales.
Contrariamente a otros enfoques en sociología de la tecnología, la configuración de la tecnología que ha tenido éxito no se considera como la única posible, y por lo tanto, este éxito es el explanandum, no el explanans.

## Origen
SCOT nace a partir de un grupo de intelectuales norteamericanos y europeos (en particular, Wiebe Bijker y Trevor Pinch), los cuales comienzan a trabajar desde finales de los años sesenta, como respuesta a lo que se denuncia como visiones lineales y deterministas (en el sentido de que la innovación tecnológica determina el cambio social) de la mayoría de los estudios en Historia y Sociología de la Tecnología.
Durante los años ochenta un grupo de investigadores entre los que destacamos Harry Collins, Trevor Pinch y Andrew Pickering parte de la imparcialidad y la simetría para realizar estudios de casos contemporáneos a través del contacto directo con los científicos, ya sea de forma directa o indirecta y poniendo especial atención en las ciencias marginales y en las controversias científicas. Dos de los aspectos se destacan del trabajo de Collins, las controversias científicas, la existencia de una flexibilidad interpretativa hasta arribar a una situación de clausura.
En los inicios del Programa SCOT, la unidad de análisis fue el artefacto. La elección del artefacto como unidad de análisis fue hecha para ponerse en el “caso más difícil posible”. Mostrar que incluso el funcionamiento de una bicicleta o una lámpara estaba construido socialmente se veía como una tarea complicada, pero, si llegaba a ser exitosa, sería más convincente que argumentar que la tecnología a un nivel más alto de agregación estaría moldeada socialmente. Con esto, SCOT se acerca a una posición idealista de la ontología de la tecnología, dado que los artefactos son analizados al observar declaraciones hechas por humanos, y no se asume nada respecto a la existencia de estos artefactos, independiente de las declaraciones hechas sobre estos. Al contrario, se toma al principio de simetría como una advertencia para no asumir una existencia independiente de la tecnología al explicar el funcionamiento de las máquinas.

## Modelo teórico
En primer lugar, el modelo SCOT tiene como objetivo el comprobar que los productos tienen una flexibilidad interpretativa tecnológica, lo cual implica que pueden ser diseñados y fabricados de distintas maneras y con distintas características, siguiendo el principio de que los artefactos son moldeados por la sociedad, dependiendo de sus necesidades y sus visiones. En segundo lugar, este enfoque apunta a entender los mecanismos bajo el proceso de “clausura interpretativa” de los artefactos tecnológicos. En algún punto en la evolución de una tecnología, su forma y funcionamiento, los cuales, hasta ese momento, han sido sujetos a distintas interpretaciones,  quedan definidos de manera estable.
Finalmente, el objetivo principal es poder enlazar este proceso de desarrollo de una tecnología con el contexto social más amplio.

## Concepto de “abrir la caja negra”
Uno de los conceptos fuertes del modelo es el ligar la innovación tecnológica con el contexto social. Esto define el marco social y cognitivo bajo el cual se diseña y construye un determinado artefacto.
En el libro The Social Construction of Technological Systems: New Directions in the Sociology and History of Technology, editado por Wiebe Bijker, Trevor Pinch y Thomas Hughes, se realiza una revaluación de la historia de la bicicleta, aplicando nuevas herramientas metodológicas. Los autores postulan una deconstrucción de la historia lineal de la bicicleta, la cual tiene al biciclo como solo un paso hacia la bicicleta moderna que se conoce hoy en día, con dos ruedas del mismo tamaño, neumáticos de caucho inflados con aire, una cadena de transmisión y un marco que une todo. Dicha deconstrucción implica intentar “abrir la caja negra” para entender cómo el diseño mismo de la bicicleta es el resultado de procesos de negociación de interpretaciones entre grupos sociales. Para lograr esto, adaptan los logros de un programa sociológico de análisis del desarrollo de la ciencia, el Empirical Programme of Relativism (EPOR), desarrollado para estudiar cómo se construye socialmente el conocimiento científico.
Al aplicar el programa EPOR al surgimiento de la bicicleta, los autores distinguen cinco herramientas:
1. La existencia de grupos sociales que presentan visiones particulares de acuerdo a sus intereses.
2. El fenómeno de flexibilidad interpretativa con relación a problemas y soluciones, es decir que la existencia misma de problemas y soluciones es relativa al grupo social.
3. Existen mecanismos sociales que permiten el cierre de las controversias iniciadas, entre los cuales están la demostración de la ventaja técnica en sí, por retórica y/o mediante propaganda.
4. Existe un marco tecnológico o conjunto de conceptos y técnicas empleados por una comunidad para la solución de problemas.
5. Hay distintos grados de inclusión dentro del marco tecnológico: quienes están más incluidos tienden a operar dentro de la lógica del marco lógico, y quienes están menos centrados tienden a producir cambios radicales.

### Detalles del análisis de la bicicleta

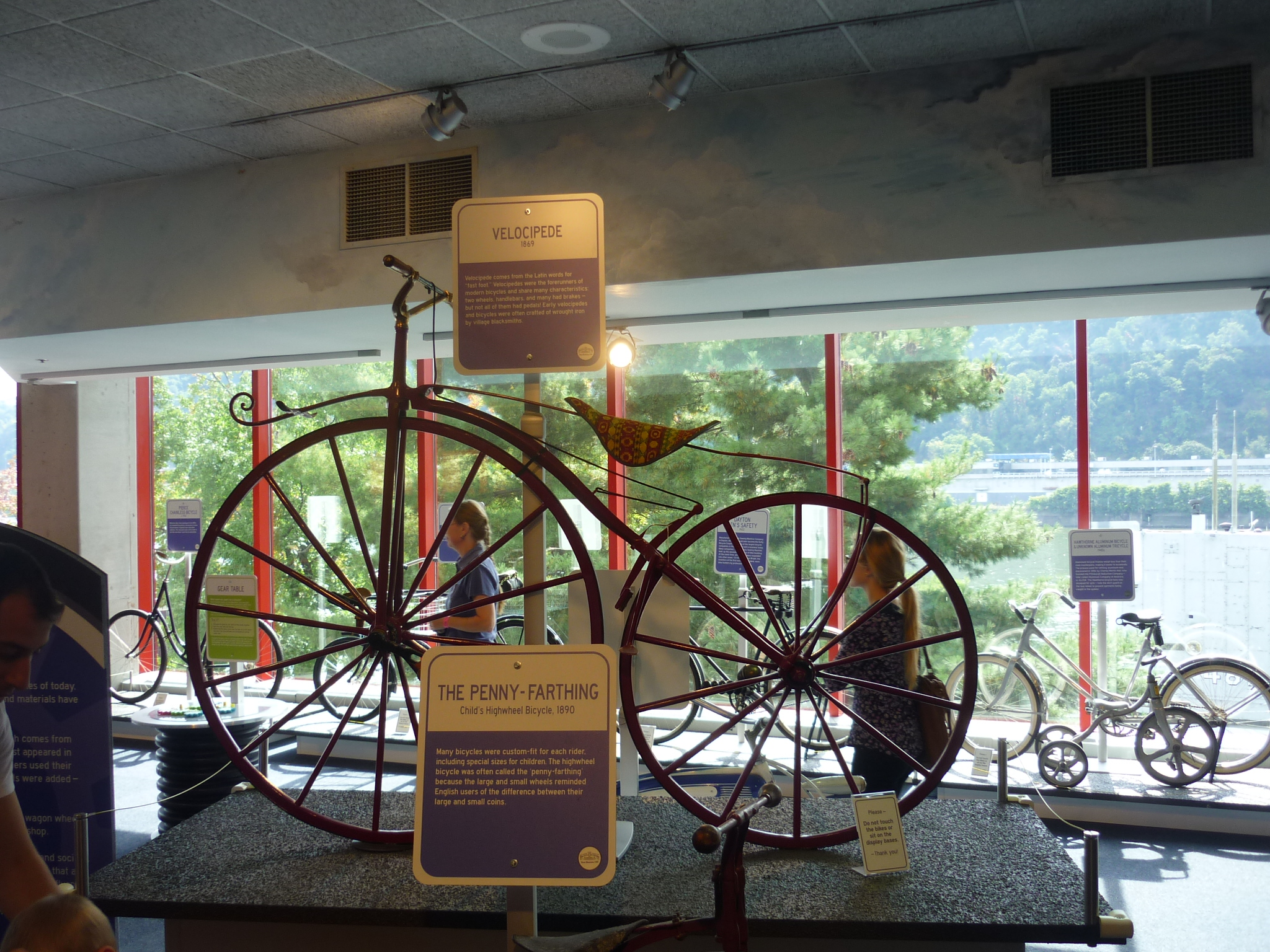
El Velocipede de 1869, un precursor de las bicicletas contemporáneas, en exhibición en el Carnegie Science Center en Pittsburgh, PA. Este modelo fue diseñado en Europa y presentaba dos ruedas de diferentes diámetros, manillar, pedales de rueda delantera y estaba hecho de hierro forjado.

Para poder ilustrar las herramientas obtenidas, se muestran los detalles del análisis. Lo primero que se distingue son los siguientes grupos sociales: los hombres, las mujeres, los niños, los viejos, los fabricantes de bicicletas y varios grupos de ingenieros, entre otros. Se caracteriza a cada grupo considerando las condiciones de la época, por lo que las mujeres vestían con faldones largos, lo cual tenía una directa relación con la dificultad para montar una bicicleta, y por consiguiente, con ciertas propuestas de diseño.
En segundo lugar, respecto a la flexibilidad interpretativa, se muestra cómo un diseño encajaba con un grupo social determinado, pero presentaba problemas que solo son reconocidos por otros grupos sociales.
Con este análisis se puede ver que, en la época, el biciclo era un símbolo de virilidad y poder para los hombres adultos sanos, pero para las mujeres, los niños y los viejos, constituía un diseño con problemas, principalmente asociados a la dificultad para montarla. Las mujeres percibían problemas de acceso a estas tecnologías debido a la vestimenta de la época.
Gracias a la percepción de los diseñadores de bicicletas y a la presión de diferentes grupos sociales, se creó distintos modelos para las distintas necesidades, generando los mecanismos de cierre para esta tecnología.

## Críticas al modelo
En general, las críticas al modelo SCOT son críticas a las limitaciones del constructivismo social, las cuales son caracterizadas principalmente por, entre otros: el hecho de que explica cómo las tecnologías surgen, pero ignora las consecuencias de estas; y que examina los grupos sociales e intereses que contribuyen a la construcción de una tecnología, pero ignora a los que no tienen voz en el proceso.